# Elachista morandinii
Elachista morandinii is een vlinder uit de familie grasmineermotten (Elachistidae). De wetenschappelijke naam is voor het eerst geldig gepubliceerd in 2003 door Huemer & Kaila.
De soort komt voor in Europa.